# Tornya
Tornya (románul: Turnu, szerbül: Торња) falu Romániában, Arad megyében.

## Fekvése
Aradtól 15 km-re északnyugatra fekszik, Pécskához tartozik.
Határátkelőhely Battonyán át Magyarországra.

## Nevének eredete
Nevét arról a lakótoronyról kapta, melyet birtokosa emelt itt egykor.

## Története
1446-ban Thoron néven említik először. 1511-ben urai a délszláv származású Jaksicsok szlávokat telepítettek ide és kúriát építettek maguknak. A török 1552. évi hadjáratában elpusztult, ekkor még magához tért, de a krími tatárok 1596-ban végleg elpusztították.  A XVII. század végén román és szerb családok költöznek ide. Marczibányi Lőrinc, kinek kastélya volt a faluban, 1752-ben felvidéki katolikus magyarokat és szlovákokat, illetve bánáti falvakból (Németszentmártonból, Szemlakról) svábokat telepített Tornyára. A szlovákok és németek hamarosan a magyarságba olvadtak, csak családneveik alapján mutatható ki egykori jelenlétük. A Marczibányi család 1753-ban szép, barokk stílusú templomot építtetett a Szt. Kereszt felmagasztalása tiszteletére, alatta családi kriptával.
A XVIII. sz. első éveiben Szent Lukács tiszteletére emelt ortodox templomot 1879-ig a szerbek és románok közösen használták, majd 1879-ben a szerbek a falu főterén saját templomot építettek Szűz Mária születése tiszteletére. A trianoni békeszerződésig Csanád vármegye Battonyai járásához tartozott.

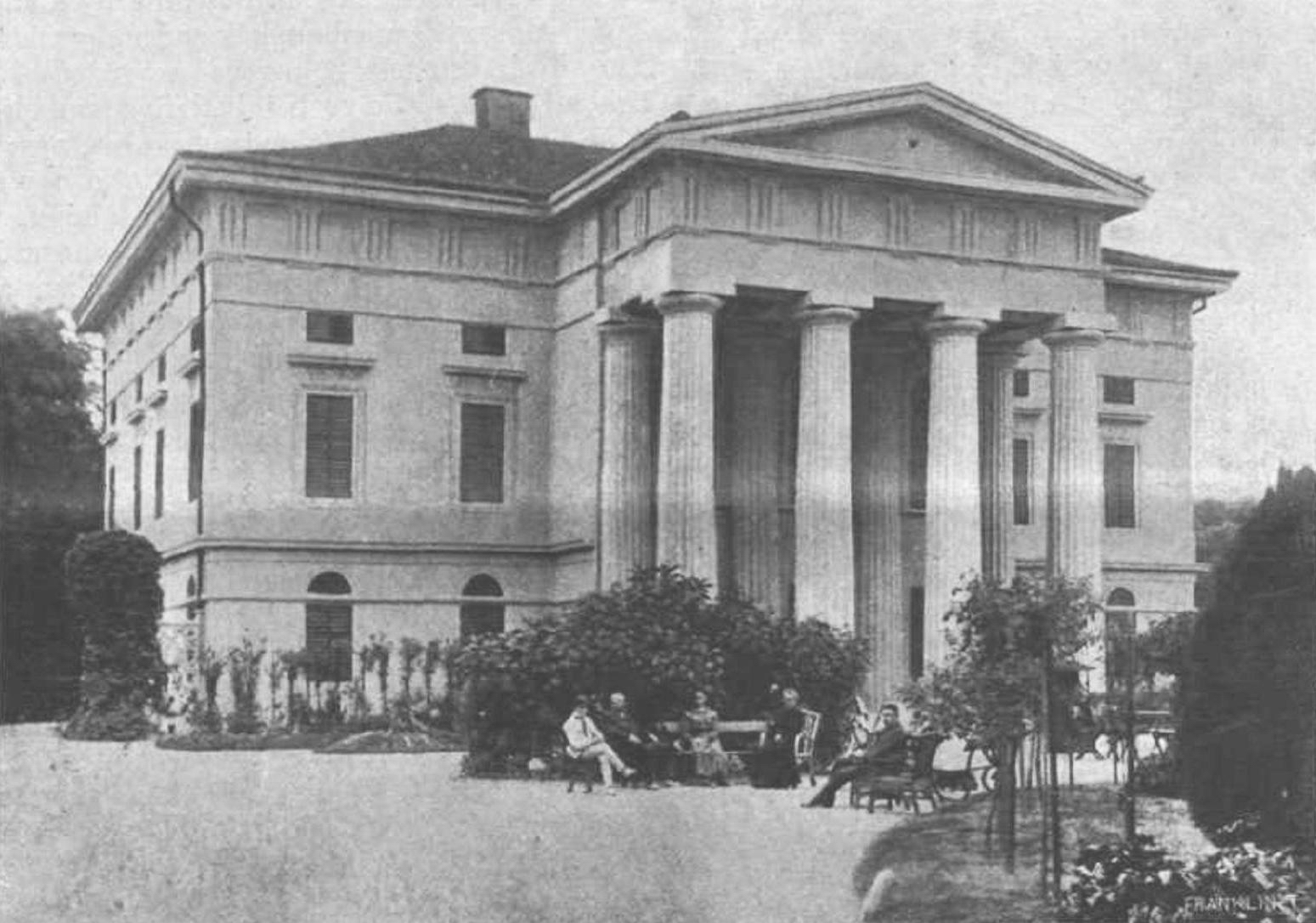
A tornyai Marczibányi-kastély, melynek utolsó tulajdonosa Justh Gyula országgyűlési képviselő volt. Az épületet 1938-ban rombolták le.

## Lakossága
A falut három nemzetiség: románok, magyarok és szerbek lakják (ezért három temploma is van). Lakossága 1910-ben 2.537 fő (1.485 magyar, 666 román és 355 szerb).
1930-ban: 2081 lakosából 607 román, 1182 magyar, 258 szerb, 29 német, 1 roma és 1 szlovák nemzetiségű volt. 
1992-ben 1.664 fő (ebből 649 magyar).
2002-ben 1251 lakosából: 833 román, 352 magyar, 53 szerb, 5 ukrán, 2 német, 2 szlovák, és 1 roma nemzetiségű. Ezek közül 837 ortodox, 347 római katolikus, 21 református, 20 baptista, 18 pünkösdista, 1 görögkatolikus és 1 adventista.
Gyakoribb családnevek:
Román családnevek: Banes, Mot, Igrisan, Ponta, Stan, Cornea, Maier, Ardelean, Pacurar stb.
Magyar családnevek: Babella, Bozóki, Faragó, Kiss, Kőrösi, Marosi, Deák, Budai, Takács, Simon, Kádár, Czukros, Pálffy, Köles, Hegedűs, Dániel, Gaál, Pintér, Katona, Kósa stb.
Szlovák családnevek: Boldis, Budacsek, Borócsik, Nemczóczki, Vólent, Verik, Belkó, Mikuska, Kajgyák, Szimcsák, Csernyik, Koválik, Gyuricza, Suttyák, Lipták, Krizsán, Ozsda stb.
Szerb családnevek: Jaksity, Bajity, Uglesity, Tévin, Lungulov, Milin, Sztojanov, Arzenov, Orgovits, Heljanov, Timotity, Gluvakov, Lupsity stb.
Német családnevek: Schneider, Zimmermann, Eckel, Rieger, Rück, Fiegel, Heitler stb.

## Látnivalók
Határában a mai Vizespusztán feküdt az egykori Vizes falu, amely monostorral is rendelkezett. 11–13. századi templomát 1968-ban tárták fel. 1567-ben már pusztaként szerepel.
Tornyáról a Pécska felé vezető mellékút mellett, a falu szélén található a Szűzanya kis kápolnája és a gyógyító Szentkút. 1896-ban, a magyar Millennium évében történt itt egy Mária-jelenés, egy Dusik Erzsike nevű 8 éves libapásztorlányka előtt. A kislány állítása szerint a Szűzanya nyolc alkalommal jelent meg neki. A jelenés helyét hamarosan hatalmas tömegek kezdték látogatni. Előbb kis lombsátor, majd fakápolna épült e helyen, ahová a környék népe fogadalomból szentképeket, szobrokat helyezett el és gyertyákat, mécseseket gyújtottak.

## A falu híres szülöttei
- Czakó Margit (1932. február 2.), újságíró
- Kiss János (1941. január 20.) tanár, újságíró
- Péterszabó Ilona (1957. július 2.), újságíró[4]